# Svatba v Kani galilejski
Svatba v Kani galilejski (1563) italijanskega umetnika Paola Veroneseja (1528–1588) je reprezentativna slika, ki prikazuje svetopisemsko zgodbo poroke v Kani, na kateri Jezus vodo spremeni v vino (Jn 2,1–2,11). Izdelano v manierističnem slogu (1520–1600) pozne renesanse, oljna slika velikega formata (6,77 m × 9,94 m) razume slogovni ideal kompozicijske harmonije, kot so jo izvajali umetniki Leonardo, Rafael in Michelangelo.
Umetnost visoke renesanse (1490–1527) je poudarjala človeške figure idealnih razmerij, uravnoteženo kompozicijo in lepoto, medtem ko je maneirizem pretirano nadgradil renesančne ideale - figuro, svetlobo in barvo - z asimetričnimi in nenaravno elegantnimi aranžmaji, doseženimi s sploščitvijo slikovnega prostora in izkrivljanja človeške figure kot idealne predpostavke predmeta, ne kot realističnega prikaza.
Vizualna napetost med elementi slike in tematska nestabilnost med človeškimi figurami v Svatbi v Kani izhajata iz Veronesejeve uporabe tehnične zvijače, vključevanja prefinjenih kulturnih kodeksov in simbolike (družbene, verske, teološke), ki jo predstavlja biblijska zgodba, pomembna za renesančnega in sodobnega gledalca. Slikovno območje (67,29 m2) platna naredi Svatbo v Kani najbolj ekspanzivno sliko v zbirki slik muzeja Louvre.

## Zgodovina

### Naročilo
V Benetkah so 6. junija 1562 črni menihi iz reda svetega Benedikta naročili Paolu Veroneseju, naj izdela monumentalno sliko (6,77 m × 9,94 m) za okrasitev zadnje stene samostanskega refektorija, ki ga je zasnoval arhitekt Andrea Palladio, v baziliki San Giorgio Maggiore, na istoimenskem otoku. Benediktinski menihi so v svoji poslovni pogodbi za naročilo Svatbe v Kani določili, da Veroneseju plačajo 324 dukatov, plačajo stroške njegovega osebnega in domačega vzdrževanja, sodček vina in da se hrani v jedilnici.
Estetsko je benediktinska pogodba določala, da slikar predstavi »zgodovino banketov Kristusovega čudeža v Kani v Galileji in ustvari število [človeških] figur, kolikor jih je mogoče popolnoma prilagoditi«, in da uporablja optimi colori (optimalne barve) - posebej barvni ultramarin, temno-modri pigment iz lapis lazuli, poldragi metamorfni kamen . Septembra 1563 je Veronese ob pomoči svojega brata Benedetta Caliarija dokončano sliko predal pravočasno za Festa della Madonna della Salute v novembru.

### Kompozicija in tehnika
V 17. stoletju so se sredi 1630-ih zagovorniki Andrea Sacchija (1599–1661) in podporniki Pietra da Cortone (1596–1669) veliko prepirali o idealnem številu človeških figur za reprezentativno sestavo. Sacchi je dejal, da le nekaj figur (manj kot dvanajst) umetniku omogoča, da iskreno upodablja edinstvene telesne poze in izraze obraza, ki sporočajo značaj; medtem ko je da Cortona dejal, da številne človeške figure utrjujejo splošno podobo slike v epski predmet, iz katerega bi se razvijale podteme.
V 18. stoletju je portretist Joshua Reynolds (1723–92) v Seven Discourses on Art (Sedmih razpravah o umetnosti (1769–90) dejal, da:
 Teme beneških slikarjev so večinoma takšne, da so jim dale priložnost za predstavitev velikega števila figur, kot so prazniki, poroke in povorke, javna mučeništva ali čudeži. Zlahka si predstavljam, da bi [Paolo] Veronese, če bi ga vprašali, rekel, da nobena tema ni primerna za zgodovinsko sliko, le takšna, ki bi priznala vsaj štirideset figur; kajti manjše število, bi zatrdil, ni mogoče, da bi slikar pokazal svojo kompozicijsko umetnost, spretnost upravljanja in razpolaganja z maso svetlobe in skupin figur ter uvedbo različnih vzhodnjaških oblek in likov. 
Svatba v Kani kot pripovedna slika v manierističnem slogu združuje slogovne in slikovne elemente od filozofije beneške šole o coloritu (prednost barv) Tiziana (1488–1576) do kompozicijskega disegno (risbe) visoke renesanse ( 1490–1527), uporabljen v delih Leonarda (1452–1519), Rafaela (1483–1520) in Michelangela (1475–1564). Tako naj bi se Veronesejeva upodobitev prizora banketov, kot je Svatba v Kani, gledala od spodaj navzgor, ker je bil spodnji rob slike 2,50 metra od referenčnega poda, zadaj in nad sedežem na vzglavju opata samostana.
Kot je določeno v benediktinski pogodbi za sliko, naj bi platno monumentalnih dimenzij s površino 67,29 m2 zasedlo celotno steno v refektoriju. V 16. stoletju je bila Palladijeva velika zasnova klasično stroga; v samostanski jedilnici je bil predprostor z velikimi vrati, nato pa stopnice, ki so vodile do ozke predsob, kjer so bila vhodna vrata v refektorij obdana z dvema marmornatima lavabojema, da bi se pred jedjo umili ; notranjost je bila obokana z banjastimi in križnimi oboki, imela je pravokotna okna in venec.  V praksi je Veronesejeva umetniška spretnost s perspektivo in arhitekturo (dejanska in virtualna) prepričala gledalca, da je sliko videl kot prostorsko razširitev jedilnice.

### Predmet
Paolo Veronese v Svatbi v Kani (1563) prikazuje novozavezno zgodbo svatbe na Kani v zgodovinskem kontekstu renesanse v 16. stoletju. V Janezovem evangeliju se zgodba o prvem krščanskem čudežu Marija, njen sin Jezus iz Nazareta in nekateri njegovi apostoli udeležijo poroke v Kani, mestu v pokrajini Galileja. Med poročno pogostitvijo je bila ponudba vina vse manjša; na Marijino prošnjo je Jezus hišnim služabnikom zapovedal, naj napolnijo kamnite vrče z vodo, ki jo je nato spremenil v vino (Jn 2,1–2,11).

### Gostija
Slika predstavlja Jezusov čudež spremembe vode v vino v velikem slogu razkošnih praznikov hrane in glasbe, ki so bili značilni za beneško družbo 16. stoletja; sveto v profanem svetu in med njim, kjer »jedi za bankete ne pomenijo samo bogastva, moči in prefinjenosti, ampak te lastnosti prenesejo neposredno v posamezno jedilnico. Izvrstna jed naredi izvrstno pojedino.« 
Prizor gostije je uokvirjen z grško in rimsko arhitekturo iz klasične antike in renesanse, Veronesejeve sodobnosti. Grško-rimska arhitektura ima dorski in korintski slog, ki obdaja dvorišče, ograjeno z nizko balustrado; v daljavi, onkraj dvorišča, je obokan stolp arhitekta Andrea Palladia. V ospredju glasbeniki igrajo na poznorenesančna glasbila, kot so lutnja, violon in viola da gamba.
Med poročnimi gosti so zgodovinske osebnosti, kot so monarhi Eleanora Avstrijska, Franc I. Francoski in Marija I. Angleška, Sulejman Veličastni, deseti sultan Osmanskega cesarstva in sveti rimski cesar Karl V.; pesnica Vittoria Colonna, diplomat Marcantonio Barbaro in arhitekt Daniele Barbaro; plemkinja Giulia Gonzaga in kardinal Pole, zadnji rimskokatoliški nadškof iz Canterburyja, mojster Triboulet in osmanski državnik Mehmed Paša Sokolović - vsi oblečeni v razkošna vzhodnjaška in orientalska oblačila alla Turca, priljubljena v renesansi.
Po legendi iz 18. stoletja in umetniški tradiciji se je slikar Paolo Veronese vključil v prizorišče gostije kot glasbenik v beli tuniki, ki igra violo da braccio. V spremstvu Veroneseja so glavni slikarji beneške šole: Jacopo Bassano, ki igra kornetto, Tintoretto, tudi igra violo da braccio in Tizian, oblečen v rdeče, ki igra violon; poleg njih stoji pesnik Pietro Aretino, ki razmišlja o kozarcu novega rdečega vina. Nedavna študija povezuje identiteto izvajalca, ki sedi za Veronezijem, ki igra violo da gamba, z Diegom Ortizom, glasbenim teoretikom in nato kapelnik na neapeljskem dvoru.

### Simbolika
Svatba v Kani (1563) je slika iz obdobja zgodnje moderne; verska in teološka pripoved o Veronesejevi razlagi čudeža spremembe vode v vino je v dveh delih.
I. Na vodoravni osi - spodnja polovica slike vsebuje 130 človeških figur; zgornjo polovico slike obvladuje oblačno nebo in grško-rimska arhitektura, ki okvirja in vsebuje zgodovinske osebnosti in poznorenesančne osebnosti, povabljene na praznovanje neveste in ženina na njun poročni praznik. Nekatere človeške figure so upodobljene v skrajšani perspektivi, v slogu manierizma; stara arhitektura je ogledalo sodobne arhitekture Andrea Palladia; pripovedna obravnava umešča religiozno temo v svetovljanski okvir zgodovinskih in sodobnih osebnosti, med katerimi je večina modno oblečena v kostume iz orienta - Azije, kot jih je v 16. stoletju poznala renesančna družba.
Za glasbeniki in nad njimi so Devica Marija, Jezus iz Nazareta in nekateri njegovi apostoli. Nad Jezusovo figuro na dvignjeni ploščadi hodi moški, ki opazuje gostijo in služkinja, ki čaka, da bo mesar razrezal žival na dele. Desno pride postrešček z več mesa za pogostitev večerje. Poravnava Jezusovega lika pod mesarjevo rezilo in tnalo ter razrezanimi živalmi naznanja njegovo žrtvovanje kot Božje Jagnje (latinsko Agnus Deī).
spodaj desno - bosi hlapec vina nalije novo, rdeče vino v servirni vrč, iz velikega okrašenega oinohoeja, ki je bil prej napolnjen z vodo. Za vinskim hlapcem stoji pesnik Pietro Aretino, ki v svojem kozarcu namerno razmišlja o rdečem vinu.
spodaj levo - hišni upravitelj (oblečen v zeleno) nadzira črnega hlapca, ki je kozarcu novega, rdečega vina ponudil ženinu, gostitelju poročnega slavja; na robu mize pritlikavec drži svetlo zeleno papigo in čaka na navodila hišnega upravitelja.
II. Na navpični osi - kontrasti svetlobe in sence simbolizirajo sobivanje smrti in vanitas (minljivosti življenja), prehodne užitke zemeljskega življenja; protokol verske simbolike nadomešča družbeni protokol.
V pravi poročni gostiji so sveti gostje in smrtni gostitelji izmenjali svoj družbeni status in tako so Jezus, Devica Marija in nekateri njegovi apostoli sedeli na častnem mestu sredinskega dela poročne mize, medtem ko nevesta in ženin sedita kot gosta na skrajnem koncu desnega krila mize. Nad Jezusovo figuro mesar reže jagnje, pod Jezusovo figuro glasbeniki igrajo živahno glasbo, vendar je pred njimi peščen ura - sklicevanje na jalovost človeške nečimrnosti. [19] Poleg tega kljub nenehni pripravi praženega mesa v kuhinji, ki je glavna jed prazničnega obroka, svatje pojedo sladico, ki vključuje sadje in oreščke, vino in sladki kutin žele (simbolično užitna svatba); da nasprotje med kuhinjo in jedilnico kaže na to, da so živali simbolične in ne za jed. 

## Rop in ponovna namestitev
Slika je od 16. do 18. stoletja, 235 let, krasila refektorij cerkve San Giorgio Maggiore, vse do 11. septembra 1797, ko so jo vojaki Napoleonove francoske revolucionarne vojske v italijanskih pohodih (1792–1802) odstranili. Za lažji prevoz velike slike - od beneške cerkve do pariškega muzeja - so francoski vojaki vodoravno razrezali platno in ga zarolali kot preprogo, da bi ga ponovno sestavili in na novo zašili v Franciji.
Leta 1798 je bila 235 let stara slika, skupaj z drugimi ukradinmi umetniškimi deli, shranjena v prvem nadstropju muzeja Louvre; pet let pozneje, leta 1803, je ta shranjena umetnina prešla v Musée Napoléon - osebno umetniško zbirko bodočega francoskega cesarja.
V zgodnjem 19. stoletju, po napoleonskih vojnah (1803–15), sta bili repatriacija in restitucija umetniških del sestavni del spravnih pogodb. Neoklasicistični kipar Antonio Canova, ki ga je imenoval papež Pij VII., se je pogajal o francoski repatriaciji italijanskih umetniških del, ki jih je Napoleon iz Papeške države oropal s Tolentinsko pogodbo (1797) - vendar je dvorni kustos Musée Napoléona, Vivant Denon, lažno trdil, da je Veronesejevo platno preveč krhko, da bi lahko potovalo od Pariza do Benetk in Canova je izključil Svatbo v Kani (1563) iz repatriacije, namesto nje pa je poslal v Benetke Pojedina v Simonovi hiši (1653), avtorja  Charlesa Le Bruna.
Konec 19. stoletja, med francosko-prusko vojno (1870–71), je bila slika Svatba  v Kani, stara 308 let, shranjena v škatli v Brestu v Bretaniji. V 20. stoletju, med drugo svetovno vojno (1939–45), je bila 382 let stara slika shranjena kot rola, ki so jo nenehno prevažali do skrivališča na jugu Francije, da ne bi Veronesejeva umetnost postala del nacističnega ropa med dvanajstletnim obstojem (1933–45) Tretjega rajha.
V zgodnjem 21. stoletju, 11. septembra 2007 - na 210. obletnico Napoleonovega plenjenja leta 1797 - je bil računalniško generiran digitalni faksimile Svatba v Kani obešen v paladijski refektorij samostana San Giorgio Maggiore v Benetkah. Digitalni faksimile polne velikosti (6,77 m x 9,94 m) je sestavljen iz 1591 grafičnih datotek, izdelal pa ga je Factum Arte iz Madrida, na naročilo fundacije Giorgio Cini, Benetke in Musée du Louvre, Pariz.

## Restavracija
Leta 1989 je muzej v Louvru začel slikarsko restavriranje Svatbe v Kani (1563), kar je izzvalo polemiko v svetu umetnosti, kakršno je povzročila enajstletna obnova fresk Sikstinske kapele (1989–99). Umetniki, organizirani kot Združenje za zaščito integritete umetniške dediščine (APIAH), so protestirali proti obnovi 426 let stare slike in javno zahtevali, da se vključijo v zadevo, kar je muzej Louvre zanikal.
Za APIAH je bilo še posebej sporno, da je muzej odstranil rouge marron rdeče odtenke prebarvanega plašča hišnega upravitelja, ki stoji (levo od sredine) v ospredju in nadzira črnega hlapca, ki daje kozarec novega, rdečega vina ženinu. Odstranitev rdečega odtenka je pokazala prvotno zeleno barvo plašča. V nasprotju s tem vidikom restavriranja slike je APIAH dejal, da je sam Veronese spremenil barvo plašča v rouge marron namesto zelene barve prvotne različice slike.
Junija 1992, tri leta po restavriranju slike, je ta dvakrat utrpela naključno škodo. V prvi nesreči je bilo platno poškropljeno z deževnico, ki je skozi ventilacijo odtekla v muzej. V drugi nesreči, ki se je zgodila dva dni kasneje, so kustosi Louvra dvignili 1,5-tonsko sliko na višji položaj ob steni zaslona, ko podporni okvir ni zdržal in se je zrušil. Ko je padel na muzejska tla, je kovinski okvir, ki je držal in prevažal sliko, prebil in strgal platno; na srečo je pet prebojev in strganje prizadelo samo arhitekturno in ozadje slike, ne pa tudi obrazov poročnih gostov.